# Jalcophila colombiana
Jalcophila colombiana là một loài thực vật có hoa trong họ Cúc. Loài này được S.Díaz & Vélez-Nauer mô tả khoa học đầu tiên năm 1994.